# Ле-Лаванду
Ле-Лаванду́ (фр. Le Lavandou, окс. Lo Lavandor) — коммуна на юго-востоке Франции в регионе Прованс — Альпы — Лазурный берег, департамент Вар, округ Тулон, кантон Ла-Кро.
Площадь коммуны — 29,65 км², население — 5780 человек (2006) с тенденцией к снижению: 5165 человек (2012), плотность населения — 174,0 чел/км².
Название современниками обычно ассоциируется с лавандой, но на самом деле оно окситанского происхождения: в словаре «Сокровищница фелибрижа» Фредерика Мистраля трактуется как «прачечная на берегу, место для стирки белья» (фр. lavoir). Такое место для стирки белья показано, в частности, на картине 1736 года, хранящейся в мэрии Лаванду.

## История
Долгое время Ле-Лаванду имело статус деревни в составе коммуны Борм, однако в 1909 году началось движение за отделение деревни в отдельную коммуну: 27 марта 1913 года законопроект был принят палатой депутатов, 20 мая принят Сенатом и 25 мая подписан президентом республики Раймоном Пуанкаре.
В Ле-Лаванду в 1932 году умер (от инфаркта, помогая тушить пожар) и был похоронен Саша Чёрный. В наше время из-за переполнения кладбищ в коммуне действует юридический запрет на смерть.
С 1995 года мэр — Жиль Бернарди (правые, Союз за народное движение), по совместительству президент синдиката коммун побережья департамента Вар.

## Географическое положение
Коммуна расположена на Лазурном Берегу у подножия массива Мор. Из Ле-Лаванду открывается вид на три «Золотых острова»: Пор-Кро, Иль-де-Леван и Поркероль. Центр туризма.

## Население
Население коммуны в 2011 году составляло — 5356 человек, а в 2012 году — 5165 человек.
| 1962 | 1968 | 1975 | 1982 | 1990 | 1999 | 2006 | 2007 | 2011 | 2012 |
| ---- | ---- | ---- | ---- | ---- | ---- | ---- | ---- | ---- | ---- |
| 3016 | 3271 | 3798 | 4269 | 5212 | 5449 | 5780 | 5825 | 5356 | 5165 |

Динамика населения:

## Экономика
В 2010 году из 2979 человек трудоспособного возраста (от 15 до 64 лет) 2061 были экономически активными, 918 — неактивными (показатель активности 69,2 %, в 1999 году — 65,7 %). Из 2061 активных трудоспособных жителей работали 1640 человек (864 мужчины и 776 женщин), 421 числились безработными (174 мужчины и 247 женщин). Среди 918 трудоспособных неактивных граждан 197 были учениками либо студентами, 387 — пенсионерами, а ещё 334 — были неактивны в силу других причин.
На протяжении 2010 года в коммуне числилось 3132 облагаемых налогом домохозяйства, в которых проживало 6172,0 человека. При этом медиана доходов составила 17 916 евро на одного налогоплательщика.

## Фотогалерея

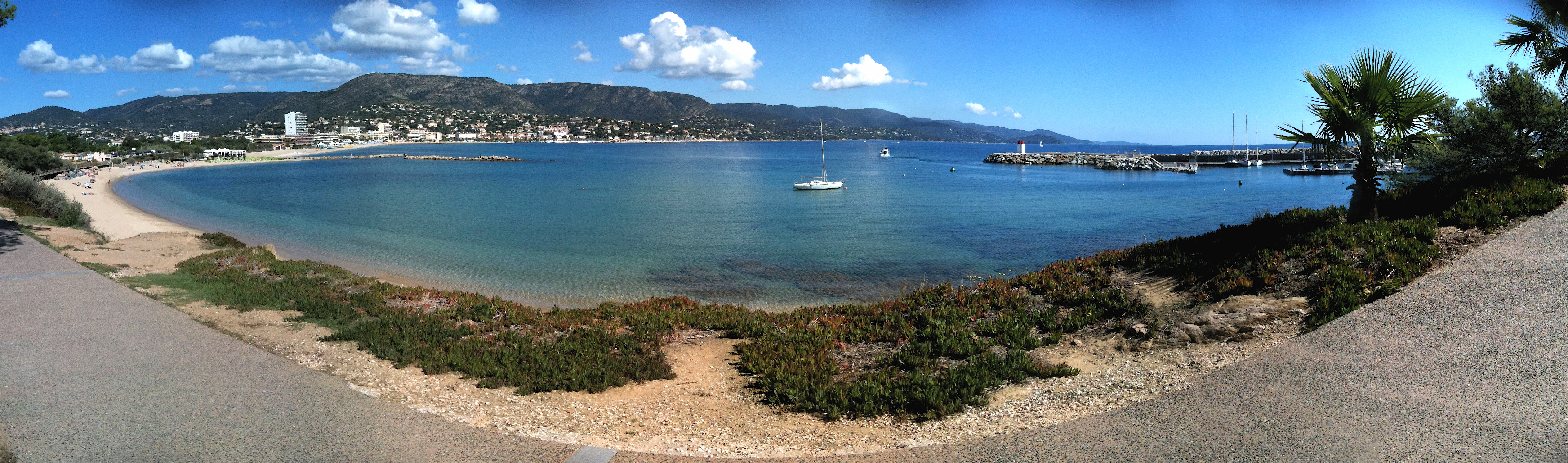
Морское побережье
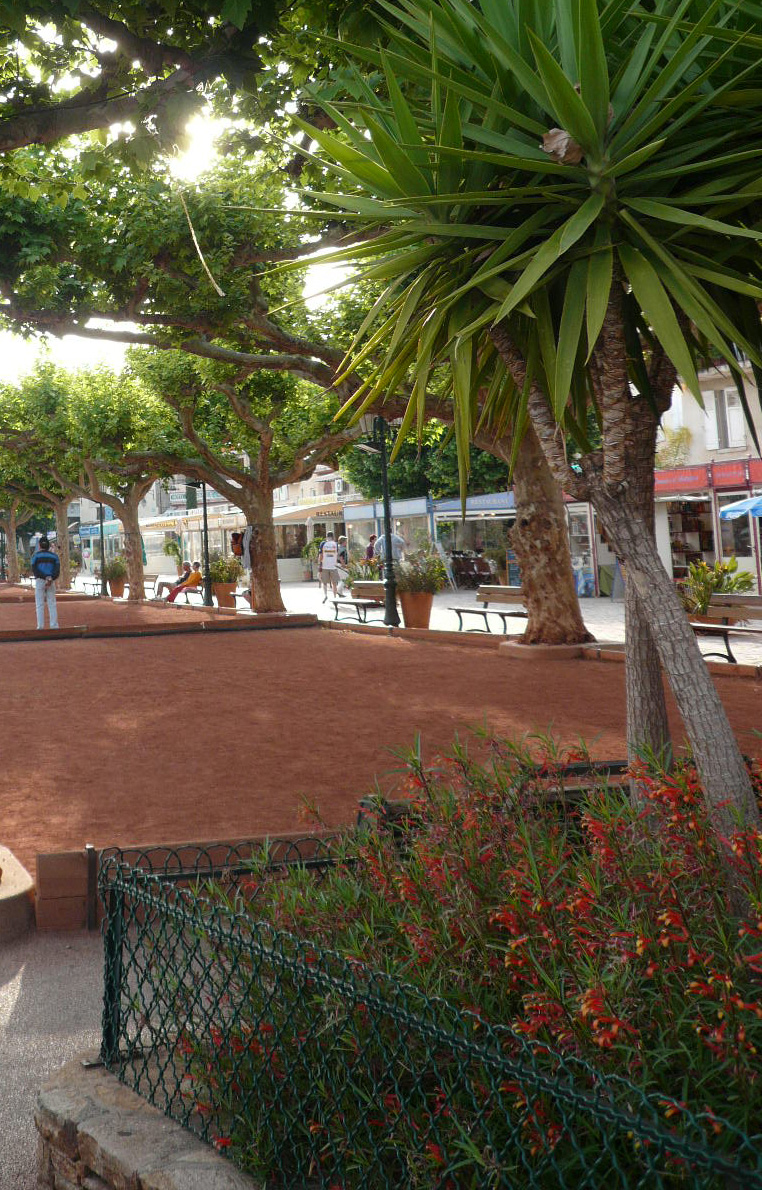
Центр Ле-Лаванду
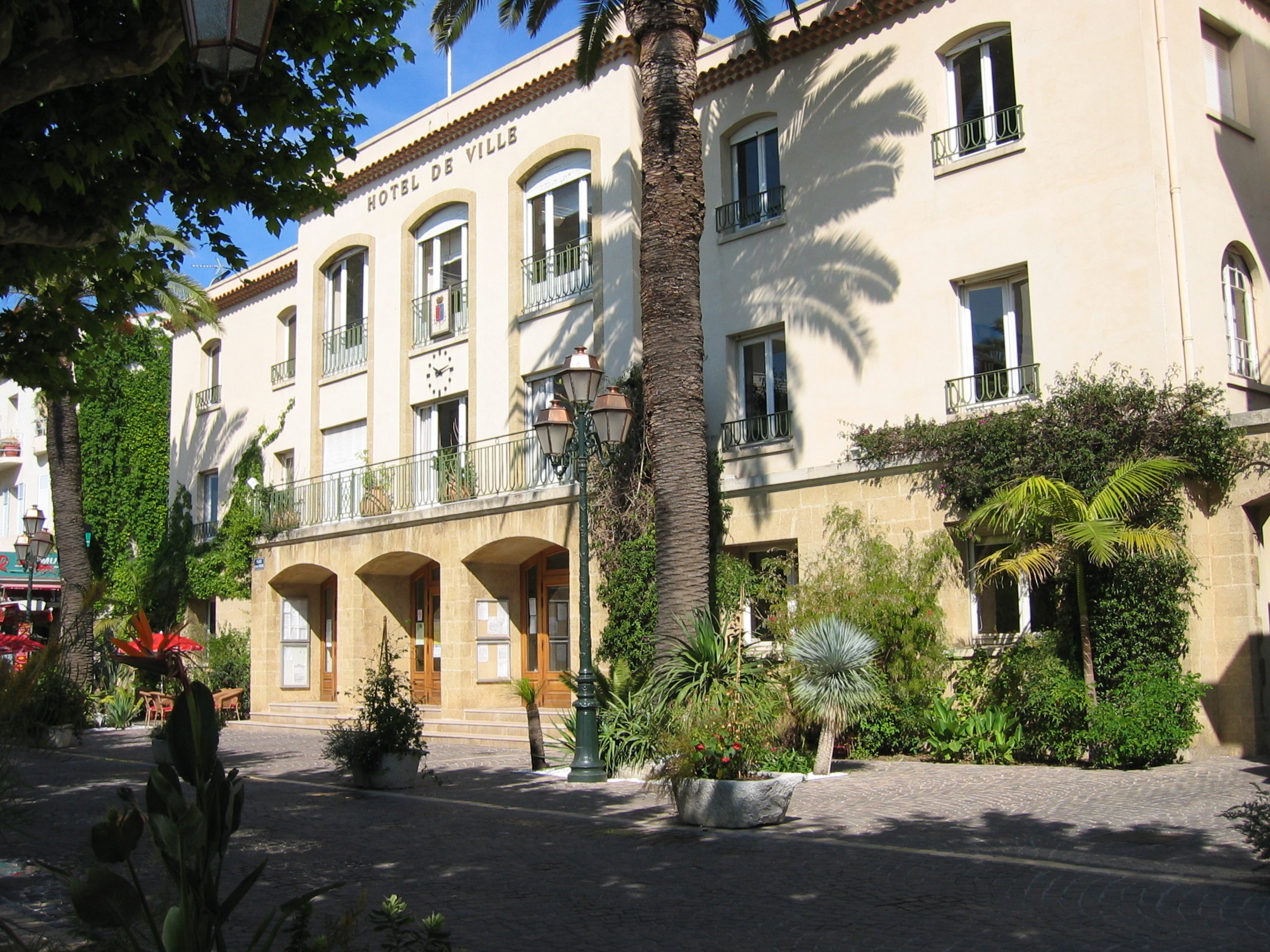
Здание мэрии (2008)
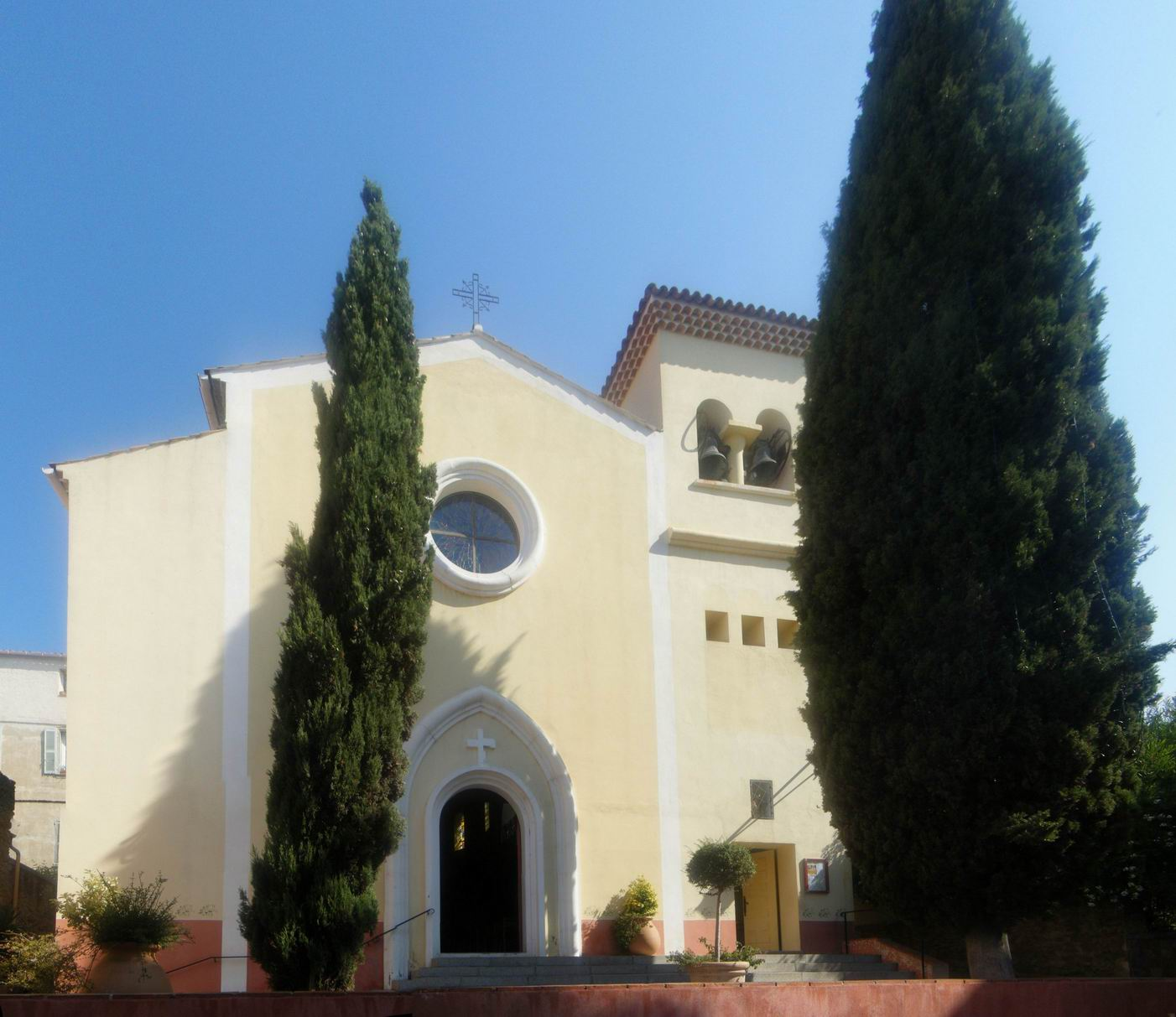
Церковь Сент-Луи (2009)